# フィリップ・クレイトン (財務次官補)

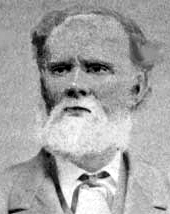
フィリップ・クレイトン

フィリップ・クレイトン（Philip Clayton, 1815年3月19日 - 1877年3月22日）は、アメリカ合衆国およびアメリカ連合国の政治家、外交官。1857年から1861年までアメリカ合衆国財務次官補を、1862年から1865年までアメリカ連合国財務次官補を務め、1874年から1877年までペルー駐在アメリカ合衆国領事を務めた。

## 生涯

### 青年期
1815年3月19日、フィリップ・クレイトンはジョージア州アセンズで生まれた。クレイトンはフランクリン大学（現在のジョージア大学）を卒業し、法学を学んだ。そして『アセンズ・サウス・ホイッグ』社の編集者を経た後、合衆国政府の職に就いた。

### 合衆国政府時代
1850年1月3日、ザカリー・テイラー大統領はクレイトンを第二財務監査官に指名した。クレイトンはこの職務に7年間就いた。1857年3月13日、ジェームズ・ブキャナン大統領はクレイトンを財務次官補に昇格させ、ハウエル・コブ財務長官の下でその後4年間を過ごした。クレイトンは1861年1月、ジョージア州の連邦離脱とともに財務次官補を辞職した。

### 連合国政府時代
1862年4月2日、クレイトンはアメリカ連合国において財務次官補に指名された。クレイトンはクリストファー・メミンジャー財務長官の下で連合国の財務政策を遂行し、1864年5月19日に財務次官補を辞任した。

### 晩年
南北戦争終戦後、クレイトンはジョージア州オーガスタにおいて銀行の出納係として数年間勤務した。クレイトンはアレクサンダー・スティーヴンズとのつながりから、1874年5月13日にペルー駐在アメリカ合衆国領事として指定され、3年間を過ごした。そして1877年3月22日、クレイトンは黄熱病によりペルーのカヤオ市内ベラヴィスタ区で死去した。クレイトンの遺体は同市内のブリティッシュ墓地に埋葬された。

## 家族
- 父親: オーガスティン・スミス・クレイトン (Augustin Smith Clayton, 1783-1839)
- 母親: ジュリア・カーネス (Julia Carnes, 1787-1873)

- 妻: メアリー・イヴェリナ・ダンドリッジ (Leonora Gaines, 1818-1895)
  - 結婚: 1836年、ジョージア州にて

- 子供
  - ロバート・クレイトン (Robert Clayton, 1840頃-????)

| 公職 | 公職                                                   | 公職                              |
| ---- | ------------------------------------------------------ | --------------------------------- |
| 先代 | アメリカ合衆国財務次官補 1857年3月13日 - 1861年1月19日 | 次代                              |
| 先代 | アメリカ連合国財務次官補 1862年4月2日 - 1864年5月19日  | 次代 ウィリアム・ウッド・クランプ |